# Fred Friday
Fred Friday (Port Harcourt, 1995. május 20. –) nigériai labdarúgó, az izraeli Bétár Jerusálajim csatárja.

## Pályafutása
Fred Friday Nigériában született, ott is kezdte el junior pályafutását az Unicern Rovers, Gabros FC és a BUJOC Sports Academy klubjainál.
2013-ban három éves szerződést írt alá a norvég Lillestrøm felnőtt csapatához. A 2016–17-es szezonban a holland AZ Alkmaar klubjához igazolt, ahol kisebb megszakításokkal 2020-ig maradt. A 2017–18-as szezonban egy félévig a Sparta Rotterdam csatárja volt kölcsönben. A 2018–19-es szezonban szintén egy fél idény erejéig kölcsönjátékosként lépett pályára a holland másodosztályú FC Twenténél. 2020 januárja és 2021 januárja között klub nélküli labdarúgó volt. 2021-ben két éves szerződést írt alá a norvég Strømsgodsethez. 2023. február 1-jén az izraeli Bétár Jerusálajimhoz írt alá.

## Statisztikák
2023. április 3. szerint
| Klub                          | Szezon   | Osztály        | Bajnokság | Bajnokság | Kupa  | Kupa | Nemzetközi | Nemzetközi | Összesen | Összesen |
| Klub                          | Szezon   | Osztály        | Meccs     | Gól       | Meccs | Gól  | Meccs      | Gól        | Meccs    | Gól      |
| ----------------------------- | -------- | -------------- | --------- | --------- | ----- | ---- | ---------- | ---------- | -------- | -------- |
| Lillestrøm                    | 2013     | Tippeligaen    | 3         | 0         | 0     | 0    | —          | —          | 3        | 0        |
| Lillestrøm                    | 2014     | Tippeligaen    | 16        | 3         | 3     | 0    | —          | —          | 19       | 3        |
| Lillestrøm                    | 2015     | Tippeligaen    | 26        | 11        | 3     | 6    | —          | —          | 29       | 17       |
| Lillestrøm                    | 2016     | Tippeligaen    | 14        | 8         | 0     | 0    | —          | —          | 14       | 8        |
| Lillestrøm                    | Összesen | Összesen       | 57        | 22        | 6     | 6    | —\|        | —\|        | 63       | 28       |
| AZ Alkmaar                    | 2016–17  | Eredivisie     | 23        | 5         | 4     | 1    | 10         | 1          | 37       | 7        |
| AZ Alkmaar                    | 2017–18  | Eredivisie     | 5         | 2         | 0     | 0    | 0          | 0          | 5        | 2        |
| AZ Alkmaar                    | 2018–19  | Eredivisie     | 0         | 0         | 0     | 0    | 2          | 0          | 2        | 0        |
| AZ Alkmaar                    | 2019–20  | Eredivisie     | 0         | 0         | 0     | 0    | 0          | 0          | 0        | 0        |
| AZ Alkmaar                    | Összesen | Összesen       | 28        | 7         | 4     | 1    | 12         | 1          | 44       | 9        |
| Sparta Rotterdam (kölcsönben) | 2017–18  | Eredivisie     | 14        | 4         | 0     | 0    | —          | —          | 14       | 4        |
| FC Twente (kölcsönben)        | 2018–19  | Eerste Divisie | 11        | 0         | 0     | 0    | —          | —          | 11       | 0        |
| Strømsgodset                  | 2021     | Eliteserien    | 30        | 7         | 1     | 0    | —          | —          | 31       | 7        |
| Strømsgodset                  | 2022     | Eliteserien    | 26        | 5         | 5     | 2    | —          | —          | 31       | 7        |
| Strømsgodset                  | Összesen | Összesen       | 56        | 12        | 6     | 2    | 0          | 0          | 62       | 14       |
| Bétár Jerusálajim             | 2022–23  | Ligat ha'Al    | 5         | 0         | 0     | 0    | —          | —          | 5        | 0        |
| Összesen                      | Összesen | Összesen       | 171       | 45        | 16    | 9    | 12         | 1          | 199      | 55       |